# Liv Margolius
Liv Gunnvor Margolius, under en tid Margolius Hoffmann, född 16 april 1940 i Norge, är en svensk målare och tidigare konstlärare. Hon har sedan 1970-talet bott och verkat i Södermanland, numera i Järna. Hennes motiv är ofta blommor i starka färger och främst i torrpastell. Under resor har hon även lett kurser i bland annat Ryssland.  

## Biografi

### Bakgrund och studier
Liv Margolius föddes i Norge. Bara några dagar efter att Nazityskland hade ockuperat landet adopterades hon av sin morbror som bodde i Stockholm och flyttade till Sverige. Margolius växte upp i Vasastaden i Stockholm och gick på Vasastadens kommunala flickskola. 1959 kom hon in på Konstfackskolan och studerade där fram till 1964.  

### Konstverksamhet och lärargärning
Parallellt med studier på konstfack var hon bildlärare på Kristofferskolan (1959–1964). Skolan hade Waldorfinriktning, där det konstnärliga var centralt till barnens lärande. 1964, som nyutexaminerad teckningslärare, arbetade hon på Blackebergs läroverk på högstadiet ett år och reste sedan runt i Amerika under ett och ett halvt år.  
Mellan 1972 och 1974 arbetade Margolius på Gerlesborgskolan. 1975 började hon på den konstnärliga linjen på Rudolf Steinerseminariet i Järna. Seminariet var ett levande centrum för hela antroposofiska rörelsen i Skandinavien då. När hon fick en son bestämde hon sig för att bli bofast i Järna och lämna Stockholm för gott.  
1976–1977 arbetade Margolius som bildlärare på högstadiet i Järna och Nykvarn. 1978-1989 var hon bildlärare på Örjanskolan.  
1980 började hon som ansvarig bildlärare på måleri- och skulpturlinjen på Vårdinge by folkhögskola, där hon arbetade fram till 1990. 1994–2002 var hon bildlärare på den socialpedagogiska linjen Vårdinge by. Margolius arbetade på Vårdinge by i cirka 15 års tid, fram till sin pensionering.

### Senare år
Mellan 1994 och 2008 anordnade hon många målningskurser samt målarresor med elever på folkhögskolan eller i egen regi. Hon tog sina elever till Grekland, Mallorca, England, Madeira och Italien. Själv har hon rest i de flesta europeiska länder, såsom Irland där hon målade akvareller i en månad. I Ryssland har hon hållit målarkurser för barn och vuxna i vått i vått-teknik, med florister i Moskva och i Mirni i Sibirien. Hon har rest även i Lappland, Västkusten, Argentina, Nepal, Indien, Guatemala, Uzbekistan och Vietnam.
Sedan 2002 har Margoilus varit verksam som fri konstnär, och hon har under den tiden presenterat många utställningar med främst blommotiv i torrpastell. Hon har tidigare målat i akvarell och tempera, och främst landskap med direkt inspiration tagen från resor till Lappland, Island, Madeira och Grekland. Sedan 2000-talet målar Margolius enbart blommor i torrpastellteknik, och hennes bilder är präglade av starka färger. Genom åren har hon haft ett antal utställningar. Hennes konst kan till exempel ses i äldreboendet "Myntan" i Nyköping, där 28 målningar av henne hänger. 

### Familj
Liv Margolius var 1966–1969 gift med Björn Hoffmann (född 1943) och fick en son 1968. Mellan 1989 och 1990 var hon gift med författaren Staffan Beckman (född 1934).

## Utställningar
- Vidarkliniken 1994,1996,1999
- Järna Konstnärsföreningens konstrundor 2005–2017[7]
- Mora kulturhus 2007
- Kristofferuskyrkan 2008 och 2010
- Nynäs trädgårdsbutik och orangeri 2008 och 2012
- Sjöfartsverket Norrköping 2011
- Pensionärernas hus i Trosa 2014

- ”Svarta spånor” tillsammans med Lars Bjursell och Ivar Heckscher 2015[8]

- "Gult" en utställning med Järna Konstnärsföreningen 2018